# 맛집 셰프
《맛집 셰프》(Cooking Fever)는 리투아니아의 게임 제작사인 노드커런트(Nordcurrent Ltd)가 제작하여 2014년에 발매한 모바일 요리 게임이다. 본 게임에서 플레이어는 여러 가지 레스토랑에서 음식을 만들어 서빙하고 돈을 벌어 레스토랑을 운영해 나간다. 더 높은 레벨을 공략하려면 주방과 인테리어의 업그레이드가 필요하며, 이를 위해서는 게임 내에서 획득하거나 유료로 구입한 재화를 지불해야 한다.
2014년 발매 이후, 《맛집 셰프》는 2017년 기준으로 다운로드 수 1억을 돌파하여, 세계에서 가장 인기 있는 모바일 게임 중 하나가 되었다.

## 개요
2014년, 노드커런트가 제작 및 발매한 모바일 요리 게임으로, 레벨 내에서 고객이 요구하는 음식을 만들어서 해당 고객에게 음식을 끌어놓으면 된다. 쓰레기통으로 끌어놓으면 음식이 버려지며 해당 레벨에서 번 코인의 일부가 사라진다. 레벨들은 시간과 고객 수가 정해져 있으며 시간이 다 가지 않아도 모든 고객에서 서비스를 완료할 경우 레벨이 종료된다. 반대로 정해진 모든 고객에게 서비스를 완료하지 못해도 시간이 완료되면 레벨이 종료된다. 레벨 완료는 목표액과 번 코인이 일치한 경우 별 1개로 완료되며 번 코인이 목표액보다 높을 경우 별 2개 또는 3개로 완료된다. 레벨에 실패해도 그 시점까지 모은 코인은 누적된다.
덧붙여, 고객에게 쿠키, 컵케이크, 플랑 등 무료 음식을 나눠줄 수 있다. 각 식당에서 일정 레벨 이상을 완료하면 잠금 해제되며 그 이후로는 각 레벨마다 6명의 고객이 무료 음식에 관심을 보인다. 
각 식당 메뉴는 아래와 같다.

### 도시
| 식당 이름       | 메뉴 | 무료 음식              | 보온기 유무                        |
| --------------- | --- | ---------------------- | ---------------------------------- |
| 패스트푸드코트  | 햄버거(양상추, 토마토 추가 가능), 핫도그(케첩 뿌리기 가능), 감자튀김, 코카콜라 | 컵케이크               | ○                                  |
| 제과점          | 중간에 구멍이 뚫린 원형 케이크(레몬, 바닐라, 초콜릿 크림으로 요리 가능, 딸기나 복숭아, 블루베리 토핑 가능), 쉐이크, 콜라                                                            | 컵케이크               | X                                  |
| 스포츠바        | 올리브, 세라노 햄, 치즈, 빵, 엠뻬나다(버섯 추가 가능), 글레이즈 스틱(아몬드 음료 추가 가능), 아몬드 음료, 축구공, 축구 유니폼, 축구화, 모자, 소시지(콩, 버섯, 빵 추가 가능)         | 플랑                   | X                                  |
| 중화요리점      | |                        | O                                  |
| 해물요리점      | |                        | O                                  |
| 피자전문점      | |                        | X                                  |
| 인도 레스토랑   | |                        | X                                  |
| 브런치 카페     | 차, 소시지(토마토, 콩, 빵 추가 가능), 오믈렛(토마토, 콩, 빵 추가 가능), 블랙 푸딩(토마토, 콩, 빵 추가 가능), 비스킷                                                                 | 코티지 파이            | X                                  |
| 미식가 레스토랑 | 참치 스테이크(참깨 기본적으로 뿌려짐, 면 또는 청경채 추가 가능), 복숭아 아이스티, 양상추, 생강을 카라멜라이즈한 당근, 달걀                                                          | 라즈베리 크레뮤 타르트 | ○                                  |
| 일식초밥집      | 아보카도 초밥(간장, 와사비, 생강, 김 추가 가능), 참치 초밥(간장, 와사비, 생강, 김 추가 가능), 연어 초밥(간장, 와사비, 생강, 김 추가 가능), 차, 코카콜라, 코카콜라 제로, 빨간 캐비어 | 양갱                   | X (초밥 진열장이 비슷한 역할을 함) |

### 파라다이스 섬
| 식당 이름            | 메뉴 | 무료 음식   | 보온기 유무                        |
| -------------------- | --- | ----------- | ---------------------------------- |
| 아이스크림 바        | 바닐라맛 아이스크림(오렌지, 추로, 장식용 우산, 딸기, 파인애플 추가 가능), 키위맛 아이스크림(오렌지, 추로, 장식용 우산, 딸기, 파인애플 추가 가능), 딸기 아이스크림(오렌지, 추로, 장식용 우산, 딸기, 파인애플 추가 가능), 초콜릿 아이스크림(오렌지, 추로, 장식용 우산, 딸기, 파인애플 추가 가능), 둥근 풍선, 하트 모양 풍선, 긴 풍선 | 컵케이크    | X (냉장고가 사실상 같은 역할을 함) |
| 파라다이스 칵테일 바 | 블루베리 주스(얼음, 박하 잎, 장식용 우산 추가 가능), 망고 주스(얼음, 박하 잎, 장식용 우산 추가 가능), 수박 주스(얼음, 박하 잎, 장식용 우산 추가 가능), 자몽 주스(얼음, 박하 잎, 장식용 우산 추가 가능), 파타야 주스(얼음, 박하 잎, 장식용 우산 추가 가능), 솜사탕, 비치볼, 오리발, 물안경, 고무 튜브                               | 과일 샐러드 | X                                  |
| 콘도그 트럭          | 콘도그(케첩, 겨자 소스, 감자튀김, 브로콜리 추가 가능), 코카콜라, 도넛 | 애플파이    | O                                  |
| 멕시칸 카페          | 타코(과카몰레, 요거트 소스, 칠리 소스, 샐러드 추가 가능), 케사디야(과카몰레, 요거트 소스, 칠리 소스, 샐러드 추가 가능), 아구아스 프레스카스(Aguas frescas), 솜브레로, | 추로스      | X                                  |
| 게 요리 전문점       | |             | O                                  |
| 선셋와플             | |             |                                    |
| 태국 요리 노점       | |             |                                    |
| 시르타키 레스토랑    | |             |                                    |

### 알파인 리조트
| 식당 이름        | 메뉴 | 무료 음식 | 보온기 유무 |
| ---------------- | ---- | --------- | ----------- |
| 훈제 바베큐그릴  |      |           |             |
| 이탈리안 뷔페    |      |           |             |
| 샐러드바         |      |           |             |
| 알로하비스트로   |      |           |             |
| 미셸의 카페      |      |           |             |
| 알프스 고기 궁전 |      |           |             |
| 미셸의 과자가게  |      |           |             |
| 비건 피크        |      |           |             |
| 드래곤 웍        |      |           |             |
| 양과자 베이커리  |      |           |             |